# Weed (California)
Weed è una città degli Stati Uniti d'America situata nella Contea di Siskiyou, nello Stato della California.